# Burmesische Badmintonmeisterschaft 1953
Die Burmesische Badmintonmeisterschaft 1953 fand in Rangun statt. Es war die fünfte Auflage der nationalen Titelkämpfe von Myanmar (Burma) im Badminton.

## Titelträger
| Disziplin    | Sieger                 |
| ------------ | ---------------------- |
| Herreneinzel | Khin Maung Aye         |
| Dameneinzel  | N. Fisher              |
| Herrendoppel | Tin Yee Kyee Myint     |
| Damendoppel  | N. Fisher M. Raymond   |
| Mixed        | Chit Khin Tan Sek Kong |